# Helkijn
Helkijn (Frans: Helchin) is een dorpje in de Belgische provincie West-Vlaanderen en een deelgemeente van de faciliteitengemeente Spiere-Helkijn. Het was een zelfstandige gemeente tot aan de gemeentelijke herindeling van 1977. Helkijn ligt langs de Schelde, tegen de grens met Wallonië.

## Geschiedenis
In 847 werd Helkijn voor het eerst vermeld, als Helcinio. Het betreft hier wel een afschrift van omstreeks 1300. In 988 en 1156 werd Helkijn opnieuw gemeld.
In 988 werd een eerste kerk vermeld. Het patronaatsrecht berustte bij de Sint-Maartensabdij van Doornik. Van militair belang was het Hoge Hof, het kasteel van de bisschoppen van Doornik. Het lag in het grensgebied tussen de invloedssferen van Frankrijk en Vlaanderen en werd regelmatig als uitvalsbasis voor Franse troepen gebruikt. Toen in 1521 het Doornikse door Karel V werd ingelijfd, verminderde de militaire functie.
Toch kwamen er nog regelmatig Franse troepen naar Helkijn, zoals in 1674 en 1677. De Fransen legden een linie aan van Menen naar Spiere, die in 1689 door Spaanse troepen werd doorbroken.
Van 1896 tot ongeveer 1930 kende Helkijn een suikerfabriek, de Sucrerie d’Helchin, waar ongeveer 175 mensen werkten. In 1937 kwam een groothandel in granen en meststoffen in de gebouwen. 
In 1918 leed het dorp zware schade door beschietingen tijdens de terugtocht van de Duitsers. De kerk en een derde van de huizen werd beschadigd.

## Demografische ontwikkeling
- Bronnen:NIS, Opm:1831 tot en met 1970=volkstellingen; 1976 = inwoneraantal op 31 december

## Bezienswaardigheden
- De Sint-Jan Baptistkerk
- Het Hoge Hof, voormalig bisschoppelijk kasteel
- Het Kasteel van Helkijn
- Op het kerkhof van Helkijn liggen vijf Britse militairen begraven, waaronder vier uit de Eerste Wereldoorlog en één uit de Tweede Wereldoorlog. Hun graven staan bij de Commonwealth War Graves Commission geregistreerd onder Helkijn (Helchin) Churchyard.

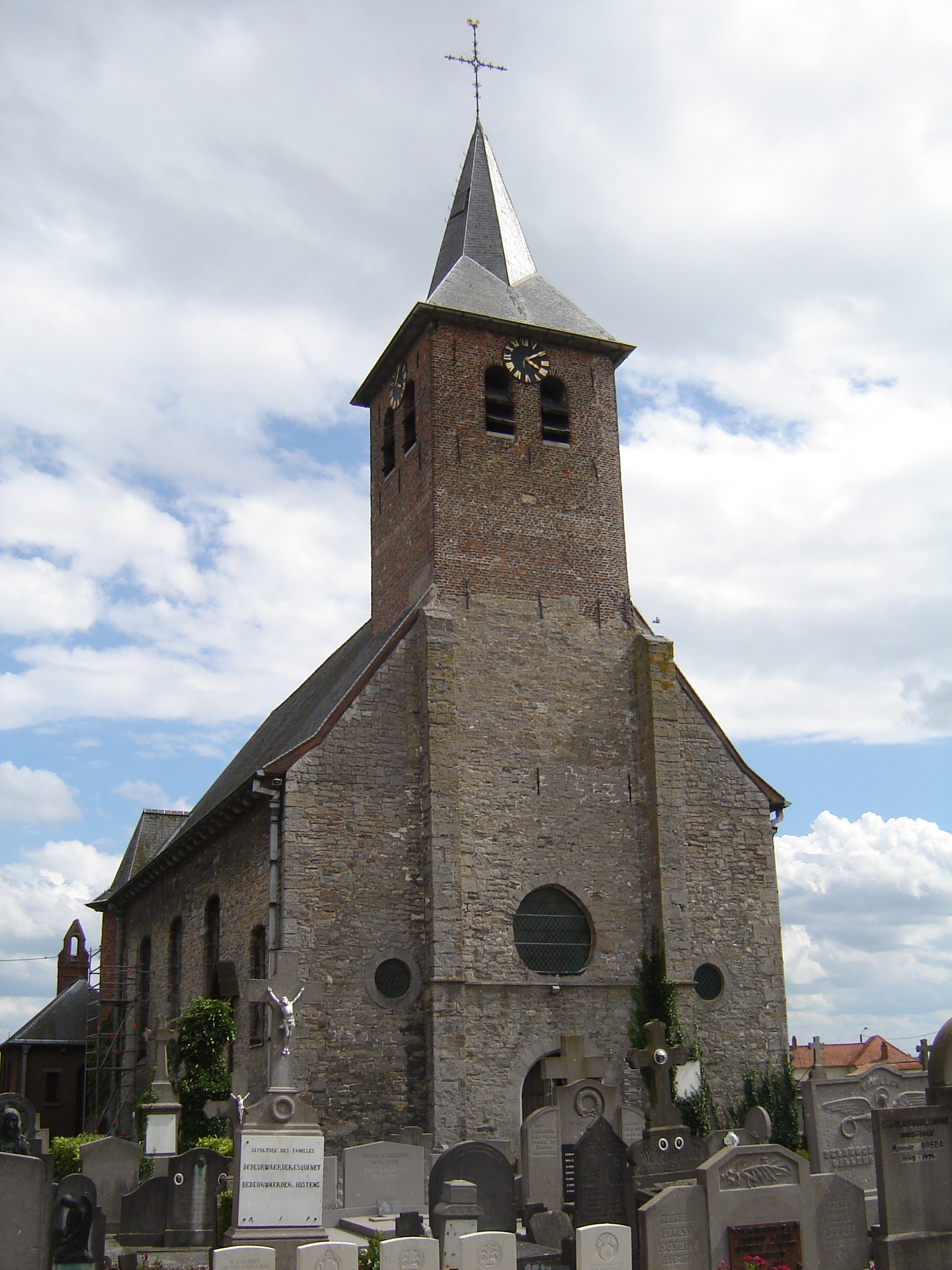
Sint-Jan-de-Doperkerk

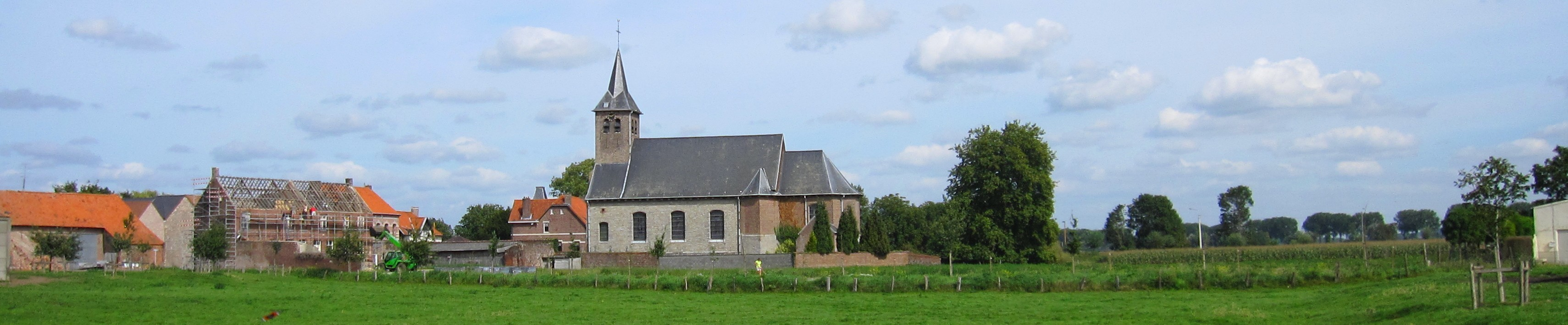
Helkijn

## Natuur en landschap
Helkijn ligt aan de Schelde, die hier tevens langs de provinciegrens en de grens met Wallonië loopt. De hoogte bedraagt ongeveer 12 meter. De Landbeek en de Bouvriebeek zijn min of meer belangrijke waterlopen.

## Nabijgelegen kernen
Bossuit, Sint-Denijs, Spiere, Pottes